# Витим
Вити́м (бур. Витим мүрэн, эвенк. Видым) — одна из крупнейших рек Восточной Сибири, правый приток Лены, образуется слиянием Витимкана и Чины. Средний расход воды — 1520 м³/с.

## Этимология
Гидроним изучен недостаточно. По мнению Г. М. Василевич, окончание -м свидетельствует о дотунгусском происхождении названия. Ф. К. Комаров считает его юкагирским, но этимологии не предлагает.

## Гидрография
Длина реки — 1837 км (с учётом реки Витимкан — 1978 км). Площадь водосборного бассейна — 225 тыс. км². По длине и площади бассейна Витим является третьим, после Алдана и Вилюя, притоком Лены.
Начинается слиянием рек Витимкан и Чина на высоте 1171 м. С запада на восток огромной дугой окружает в южной части Витимское плоскогорье, далее к северу прорезает Южно-Муйский и Северо-Муйский хребты, разделяет Северо-Байкальское и Патомское нагорья и впадает в Лену. В русле много шивер.
Протекает сначала по территории Баунтовского района Бурятии (также около 150 км по территории Еравнинского района), затем течёт по границе Баунтовского и Муйского районов Бурятии с Забайкальским краем (Тунгокоченский и Каларский районы), а в нижнем течении по территории Иркутской области (Бодайбинский и Мамско-Чуйский районы). Последние 50 км и устье Витима — на территории Якутии.

## Гидрология
Питание преимущественно дождевое. Средний годовой расход воды у города Бодайбо 1530 м³/с, в устье — около 2000 м³/с. Объём стока 69,434 км³/год. Для Витима характерно растянутое половодье (с мая по октябрь) с подъёмом воды до 8—10 м. Наиболее многоводный месяц — июнь (до 4900 м³/с). С марта по апрель водоносность реки резко уменьшается (до 80 м³/с). Замерзает в начале ноября, вскрывается во 2-й декаде мая. На участке выше села Калакан река часто перемерзает на 100—120 дней. Часто образуются наледи. Среднемноголетний расход взвешенных наносов 55 кг/с при средней мутности воды 30-50 г/л.
| Средний расход воды (м³/с) реки Витим по месяцам с 1936 по 1988 гг. (замеры производились на гидрологическом посту в Бодайбо) |

## Хозяйственное и туристическое значение
Единственный город на Витиме — Бодайбо. Планируется строительство Витимского каскада ГЭС, первоочередной станцией которого является Мокская ГЭС.
Витим судоходен от устья вверх по течению на 515 км, при высокой воде возможно судоходство на отдельных участках до 1475 км. Река используется для сплава леса и сена.
В бассейне реки — месторождения золота, нефрита, слюды.

### Мосты
Через Витим перекинуто всего 3 моста.
- У посёлка Витим (граница Забайкальского края и Республики Бурятия) на Байкало-Амурской магистрали расположен единственный железнодорожный мост через Витим.
- Рядом с ним расположен Витимский, или Куандинский мост, использующийся как автомобильный. Мост был построен из жёстких металлоконструкций для железной дороги, но после переноса железнодорожной ветки не был разрушен. Официально мост в эксплуатацию никогда не сдавался, движение по нему не разрешено. Однако для местных жителей он является единственной возможностью перебраться с одного берега на другой, поэтому по нему передвигаются все виды автотранспорта[9]. В 2016 году этот автомобильный мост попал в список 10 самых опасных дорог мира, составленный газетой «Ouest-France»[10]. В мае 2018 года ледоход разрушил несколько опор моста, в результате чего он прогнулся.
- В селе Романовка Баунтовского эвенкийского района Республики Бурятия 16 июня 2009 года сдан в эксплуатацию единственный автомобильный мост, отвечающий современным требованиям (длина — 240 м, ширина — 7 м, двустороннее движение для любого вида транспорта, грузоподъемность — 62 тонны).

В советское время (вторая половина 1980-х годов) планировалась постройка железобетонного моста через Витим в Бодайбо, однако после возведения нескольких опор строительство остановилось в связи с экономической ситуацией в стране.

### Населённые пункты
На берегах и долине реки Витим находятся населённые пункты Бурятии, Забайкальского края и Иркутской области (от истока к устью): Варваринский (на Витимкане), Усть-Джилинда, Романовка, Бугунда, Красный Яр, Витим, Усть-Муя, Муя, Неляты, Баргалино, Нерпо, Бодайбо, Мамакан, Большой Северный, Мусковит, Витимский, Колотовка, Тетеринск, Мама, Воронцовка. Напротив устья Витима, на левом берегу Лены, расположен посёлок городского типа Витим (Якутия).

### Спортивный туризм
Витим от Романовки до Бодайбо является маршрутом сплава для туристов-водников, самые сложные пороги — Парамский и Делюн-Оронский. В лоции 1976 года они названы «непроходимыми для туристских судов», однако по современной классификации они относятся к III категории сложности.

## Археология
На реке Витим недалеко от посёлка Мамакан, в 17 км от города Бодайбо, находится группа археологических стоянок каменного века «Коврижка». На стоянке «Коврижка-4» была найдена фигурка палеолитической Венеры.

## Притоки
Объекты перечислены по порядку от устья к истоку.
- 18 км: река без названия
- 18 км: Дурная
- 22 км: Быстрая
- 33 км: Пудриха
- 35 км: река без названия
- 38 км: река без названия
- 41 км: река без названия
- 42 км: Банный
- 53 км: Тёплая
- 70 км: Мальшая Песчанка
- 82 км: Большая Песчанка
- 86 км: Нижняя Язовая
- 90 км: Корюха
- 96 км: Верхняя Язовая
- 106 км: Три Сестры
- 111 км: Авдееха
- 120 км: Быстрая
- 125 км: Иваниха
- 127 км: Якша
- 131 км: Тополиха
- 134 км: Березовка
- 144 км: Максимиха
- 171 км: Мама
- 176 км: Чёрная
- 187 км: Соболевка
- 192 км: Колотовка
- 196 км: Малая Северная
- 198 км: Ерёмиха
- 202 км: Гремучий
- 204 км: Большая Северная
- 209 км: Тахтыга
- 226 км: Лабазная
- 239 км: река без названия
- 260 км: Брызгунья
- 263 км: Бугорихта
- 268 км: Малый Якорь
- 279 км: Большой Якорь
- 282 км: Мамакан
- 291 км: Бисяга
- 292 км: Бодайбинка
- 296 км: река без названия
- 306 км: Бур
- 311 км: Безымянка
- 312 км: Темный Тамарак
- 322 км: Сухой Тамарак
- 326 км: Муникса
- 332 км: Синя
- 338 км: Каколда
- 352 км: Энгажимо
- 357 км: Прониха
- 371 км: Водопад
- 378 км: Синюга
- 385 км: Тонорак
- 389 км: Айбайдак
- 395 км: Каменный
- 397 км: Бутуякан
- 411 км: Нерпинка
- 418 км: Опорог
- 427 км: Олонгро
- 434 км: Сигнай
- 451 км: река без названия
- 452 км: Балаганах
- 460 км: река без названия
- 476 км: река без названия
- 477 км: Шактольня
- 490 км: Березовский
- 495 км: Маймаштак
- 495 км: Большой
- 504 км: Чёрная Речка
- 518 км: Кипятная
- 524 км: Амалык
- 534 км: Вульгарная
- 539 км: Теньтева
- 551 км: река без названия
- 561 км: Лабазный
- 564 км: Большой Казбек
- 571 км: Никишкин
- 577 км: Тунгус-Дабан
- 582 км: Данная
- 589 км: Усть-Юрэх
- 592 км: Усть-Юрэх
- 594 км: Усть-Юрэх
- 597 км: Нижний Орлов
- 604 км: Челолек
- 605 км: Каралон
- 610 км: Верхний Орлов
- 618 км: Кычига
- 630 км: Малая Падора
- 631 км: Падора
- 635 км: Янгуда
- 640 км: Таллаи
- 654 км: Каменный
- 655 км: река без названия
- 663 км: Крутой
- 671 км: Парама
- 686 км: Каменный
- 690 км: Бахтарнак
- 705 км: Куанда
- 712 км: Кайра
- 723 км: Протока Старый Витим
  - Муя
- 758 км: Таксима
- 772 км: Тулдунь
- 782 км: Малый Тузалинский
- 783 км: Большой Тузалинский
- 797 км: Талакан
- 802 км: Долуга
- 812 км: Бамбуйка
- 818 км: Гулинга
- 832 км: Нижняя Джилинда
- 839 км: река без названия
- 852 км: река без названия
- 855 км: река без названия
- 863 км: река без названия
- 867 км: Каменный
- 872 км: Ципа
- 886 км: Бугарихта
- 893 км: река без названия
- 900 км: Калар
- 913 км: Чёлкекан
- 914 км: Коннорин
- 921 км: Кадамия
- 928 км: Миндунна
- 936 км: Ковочи
- 947 км: Сосновка
- 958 км: Калакан
- 962 км: Потани
- 968 км: река без названия
- 968 км: Жемкуя
- 970 км: Тусаниха
- 976 км: Гулони
- 983 км: Чащевитая
- 995 км: Олгонда
- 998 км: Сиикта
- 1011 км: Джилинда
- 1014 км: Кочковатая
- 1023 км: река без названия
- 1026 км: Заблудяшка
- 1030 км: Арекиткан
- 1044 км: Арекичи
- 1046 км: Мукдакачи
- 1067 км: Столбовая
- 1068 км: Курычача
- 1072 км: река без названия
- 1083 км: Каренга
- 1095 км: Кадамия
- 1103 км: Туколами
- 1108 км: Има
- 1110 км: Чалдончик
- 1115 км: Якса
- 1121 км: Колбачи
- 1128 км: река без названия
- 1129 км: Мутный
- 1131 км: Берея
- 1131 км: Окторокон
- 1139 км: Ниндукачи
- 1142 км: река без названия
- 1146 км: Буктани
- 1150 км: Кадавун
- 1154 км: Сивакочи
- 1164 км: Солонцовая
- 1165 км: Джекдавичи
- 1167 км: Клурачи
- 1173 км: река без названия
- 1177 км: Алия
- 1180 км: Большой Джелоун
- 1184 км: Малый Джелоун
- 1190 км: Харитоновка
- 1192 км: Аюевка
- 1199 км: Шипишка
- 1202 км: Делиндяк
- 1204 км: Сосновка
- 1211 км: Галана
- 1212 км: Байцани
- 1215 км: Уракаго
- 1223 км: Байцани
- 1229 км: Бугарикта
- 1233 км: Хулугли
- 1240 км: Пурани
- 1243 км: Пурани
- 1247 км: Талоти
- 1250 км: Таликичи
- 1252 км: река без названия
- 1255 км: Демкукан
- 1258 км: Дюбкосын
- 1266 км: Давгокта
- 1270 км: Уюльчи
- 1274 км: Турхай
- 1277 км: Янтала
- 1282 км: Нынду
- 1287 км: Тыпоткан
- 1292 км: Тыпа
- 1296 км: Падь Широкая
- 1305 км: Джилиндакон
- 1309 км: Бугунда
- 1311 км: Падь Джилинда
- 1321 км: река без названия
- 1323 км: Пурхен
- 1327 км: Нилхися
- 1337 км: Камнига
- 1347 км: Юмурчен
- 1361 км: Падь Кокырда
- 1366 км: Падь Булхен
- 1369 км: Падь Талая
- 1372 км: Падь Нивика
- 1379 км: Ингур
- 1382 км: Падь Большой Аматкач
- 1397 км: Конда
- 1425 км: Марихта
- 1439 км: Шербахта
- 1447 км: Бугурихта
- 1454 км: Ендоидин
- 1462 км: Мальта
- 1472 км: Падь Апхарок
- 1481 км: река без названия
- 1484 км: Падь Могзон
- 1490 км: Джидотой
- 1495 км: Холой
- 1507 км: Падь Харасурка
- 1509 км: Талхан
- 1535 км: Бутуй
- 1549 км: река без названия
- 1557 км: Сырглы
- 1590 км: река без названия
- 1598 км: Хыбыкта
- 1617 км: река без названия
- 1620 км: Заза
- 1643 км: Алянга
- 1648 км: Большая Хундульга
- 1657 км: Хангура
- 1667 км: Телембун
- 1669 км: Кыджимит
- 1683 км: Аталанга
- 1686 км: Исташи
- 1689 км: Борокчен
- 1697 км: Сихилин
- 1704 км: Аян
- 1707 км: Джилинда
- 1720 км: Инолокта
- 1725 км: Бурульзай
- 1749 км: Куцай
- 1755 км: река без названия
- 1760 км: река без названия
- 1767 км: Илекогда
- 1770 км: Нурокит
- 1777 км: Ковокта
- 1778 км: Мукдекен
- 1783 км: река без названия
- 1785 км: Тилим
- 1789 км: река без названия
- 1806 км: Сайже
- 1822 км: Малый Дипкош
- 1826 км: Маректа
- 1835 км: Илькохта
- 1837 км: Чина